# Star Life
Star Life (anteriormente conhecido como Fox Life) foi um canal de televisão por assinatura latino-americano, lançado pela Fox Networks Group em 2006. A programação da rede variava a cada versão, desde a programação de entretenimento tradicional, incluindo séries de televisão, sitcoms e filmes.
A Star Life era operada pela Disney Media Networks Latin America e The Walt Disney Company América Latina, ambas pertencentes à The Walt Disney Company.

## História

### Fox Life (2006–2021)

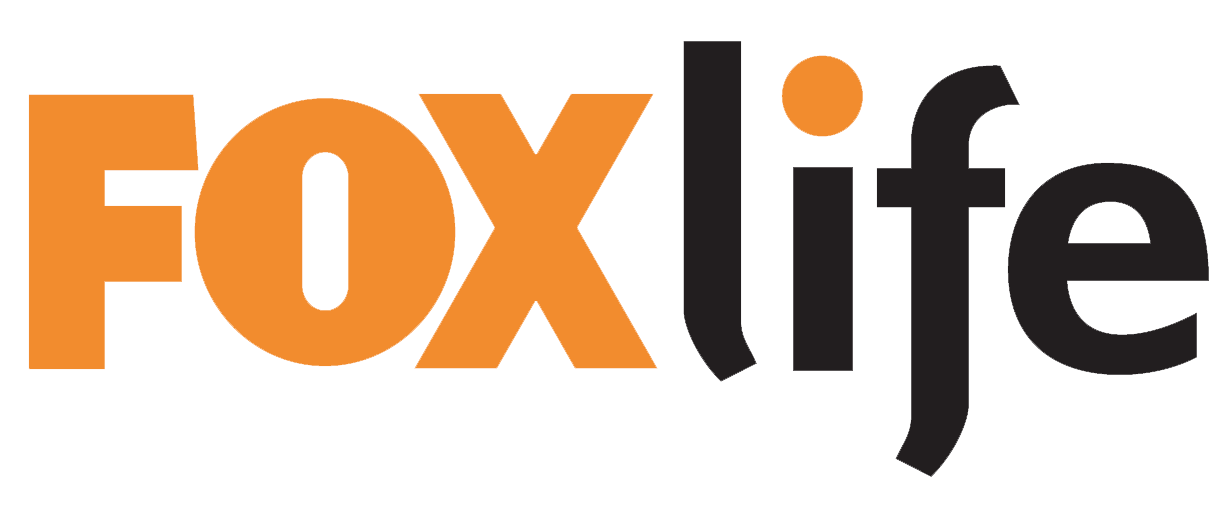
Uma das variações do primeiro logotipo do Fox Life, usado de 2006 a 2010

O canal surgiu em meados de 2006, apresentando uma programação mais leve comparado com o canal irmão, a Fox, atraindo o público feminino e servindo de contraponto com o seu outro irmão, o FX, que era voltado ao público masculino. A sua programação era consistida de séries, realitys-shows, sitcoms e filmes, abordando bem-estar, comportamento, drama e comédia romântica, além de exibir telenovelas, como foi o caso de Essas Mulheres e A Escrava Isaura, ambas fruto de uma parceria com a Record.

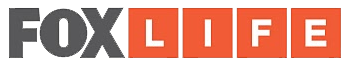
Segundo logotipo do Fox Life, usado de 2010 a 2014

Em 2008, surgia o Bem Simples, que era a versão brasileira do Utilísima. Inicialmente, era um bloco de programação do Fox Life, ocupando metade da grade da emissora, exibindo realitys shows e programas culinários, e também era o nome de um website da Fox. Devido ao sucesso dos programas da faixa, que se tornaram o principal carro-chefe do Fox Life, o Bem Simples foi elevado a canal independente em 2011, deixando o Fox Life voltar a se tornar exclusivo apenas para séries, telenovelas e documentários, mas ainda sendo voltado ao público feminino.
Em 2013, a Fox Latin América decidiu iniciar um processo de reestruturação em seu portifólio, causando a extinção do Utilísima (América Latina) e do Bem Simples (Brasil). O primeiro foi substituído pela versão hispânica do Fox Life (mais tarde renomeado para MundoFox) e o segundo foi substituído pelo canal secundário do Fox Sports, com a mudança ocorrendo no Brasil apenas em 2014, resultando numa fusão do Fox Life com o Bem Simples, que começou a deixar gradativamente o lineup das operadoras até ser extinto.

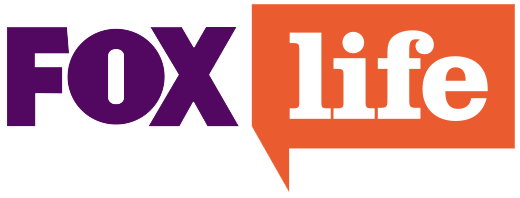
Terceiro logotipo do Fox Life, usado de 2014 a 2017

Em 24 de janeiro de 2014, o Fox Life lançou a sua nova identidade visual no Brasil, além de anunciar mudanças na programação, absorvendo todo o conteúdo do Bem Simples/Utilísima e a retomada da transmissão de telenovelas.
No dia 3 de agosto de 2015, o canal ganhou a versão HD simulcast ao SD. 

Quarto e último logotipo do Fox Life, usado de 2017 a 2021

Em 5 de fevereiro de 2017, os canais Fox saíram do line-up da Sky devido a falta de entendimento nas negociações entre as duas empresas. Por isso, o canal Fox Life chegou a ser substituído pelo canal Discovery Theater, nas versões HD e SD. Em 11 de fevereiro, a programadora anunciou a renovação de contrato com a operadora e o canal retorna no lugar do Discovery Theater. Em 10 de abril, lançou a sua nova identidade visual.

### Star Life (2021–2022)
Em 22 de fevereiro de 2021, o canal foi rebatizado como Star Life na América Latina, em conjunto com os canais Fox Channel Brasil (Star Channel) e Fox Premium (Star Premium), para acompanhar o lançamento do novo serviço de streaming da Disney, Star+.
Em 10 de janeiro de 2022, a The Walt Disney Company anunciou que encerraria o Star Life, Disney XD, Nat Geo Kids, National Geographic Wild, FX Movies (América Latina) e o Disney Junior (apenas no Brasil) em 31 de março de 2022, com o sinal brasileiro sendo o único restante, recebendo o nome de Cinecanal (já existente no resto da América Latina).